# 奇章街道
奇章街道是中华人民共和国四川省巴中市巴州区下辖的一个街道办事处。

## 行政区划
奇章街道下辖以下村级行政区划单位：
东井村、南垭村、郑家山村、碧垭村、石燕村、八角位村、楼台村、宝丰村、元堡村和奇章社区。